# بناربی
بناربی (به سوئدی: Benareby) یک منطقهٔ مسکونی در سوئد است که در بخش هریدا واقع شده‌است. بناربی ۰٫۶۶ کیلومتر مربع مساحت و ۳۸۴ نفر جمعیت دارد.